# Текстолит

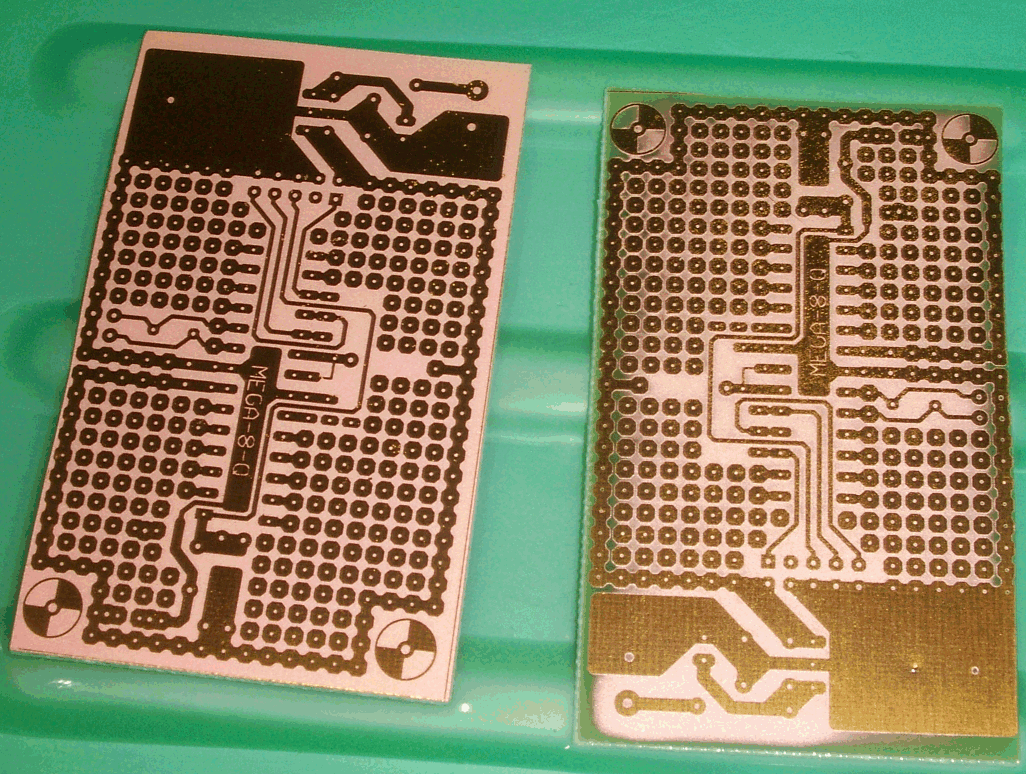
Печатная плата из стеклотекстолита.

Текстоли́т (лат. textus — «ткань», и греч. λιθος — «камень») — электроизоляционный конструкционный материал, применяемый для производства подшипников скольжения, шестерён и других деталей, в электро- и радиотехнике. Стеклотекстолит также нашел применение в комбинированной танковой броне. Представляет собой слоистый композиционный материал на основе ткани из волокон и полимерного связующего вещества (например, бакелита, полиэфирной смолы, эпоксидной смолы). 
Свойства текстолитов больше всего зависят от тканей основания, их материала, типа плетения и толщины. Основные виды композита в зависимости от использованных волокон:
- Стеклотекстолит (текстолит на основе стеклоткани) или стеклопластик
- Углетекстолит (текстолит на основе ткани из графитового волокна)
- Базальтотекстолит (текстолит на основе ткани из базальтового волокна)
- Асботекстолит (текстолит на основе асбестовых тканей из гидросиликатных минеральных волокон, переплетенных с вискозными или хлопчатобумажными)

Листовой стеклотекстолит, покрытый медной фольгой, служит основой для изготовления печатных плат.

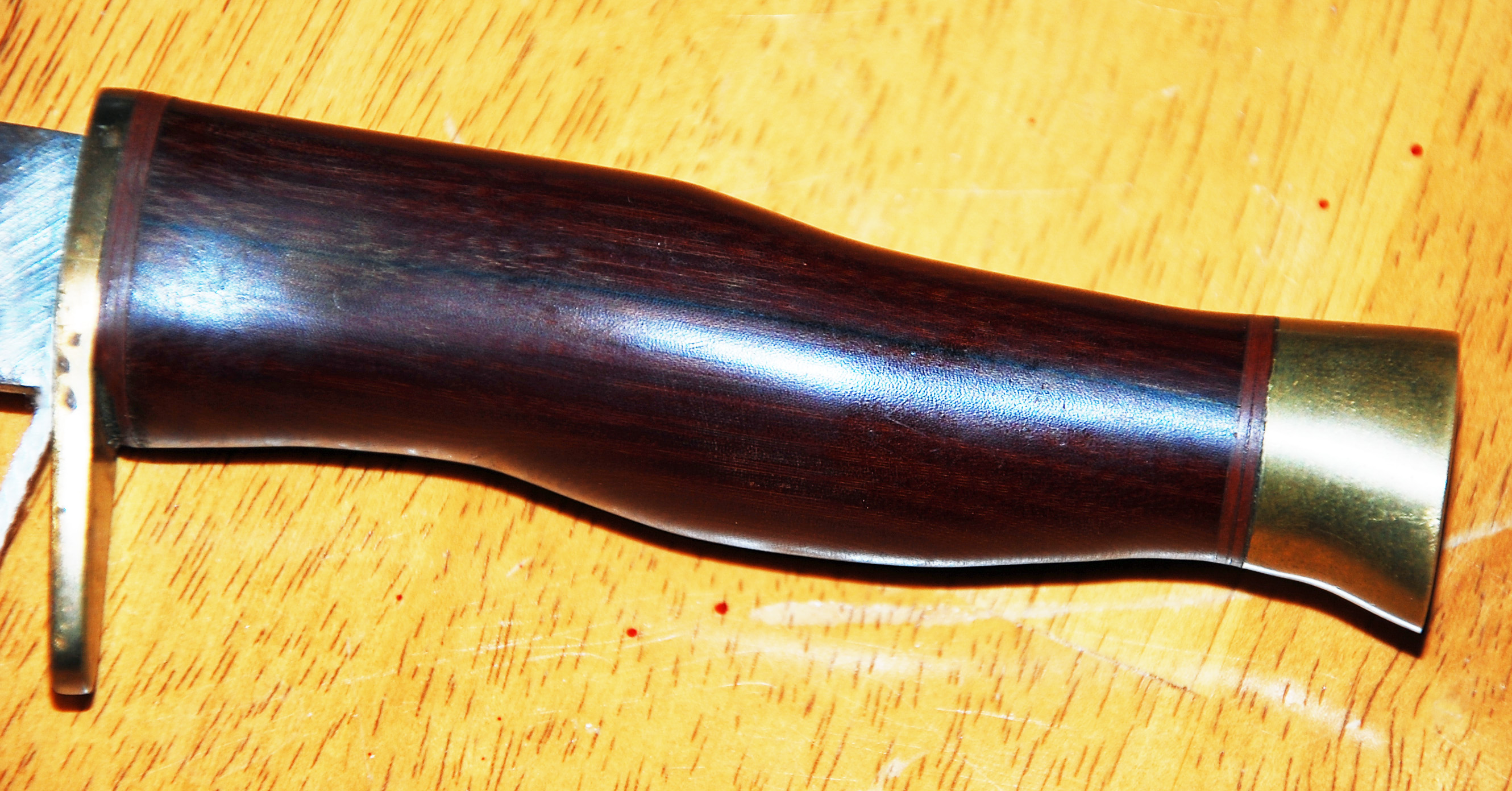
Ручка ножа из поделочного текстолита

Текстолит изготавливается следующих марок:
- ПТ — поделочный текстолит, самая простая разновидность текстолита на хлопковой основе, служит для изготовления деталей, работающих при невысоких механических нагрузках; самая распространенная и недорогая марка;
- ПТК — этот текстолит изготавливается также на основе хлопчатобумажной ткани, но от обычного ПО отличается лучшими физико-механическими свойствами и хорошей обрабатываемостью. Это позволяет изготавливать из него червячные шестерни, втулки, подшипники скольжения, кольца, ролики и другие конструкционные изделия. По сравнению с аналогами из металла, изделия из ПТК легче, в 10 раз дольше служат и бесшумно работают. ПТК подвергается обточке, фрезерованию, распиловке и сверлению без образования расслоений, трещин или сколов. Диапазон рабочих температур ПТК — от -40 ° C до + 105 ° C.
- ПТМ — поделочный текстолит устойчив к трансформаторному маслу, устойчивый к высоким температурам и воздействию разогретых масел на основе ткани для изготовления изготавливать изделий технического назначения (втулки, шестерни, кулачки, подшипники). Выдерживает температуру до + 120 ° C. Плотность ПТМ составляет 1300-1400 кг / м3, что позволяет выдерживать высокие механические нагрузки.
- Марки А и Б (текстолит электротехнический, ГОСТ 2910-74) — незаменимый материал для производства деталей, подверженных знакопеременных электрических и механических нагрузок. Будучи электроизолирующим материалом этот текстолит находит свое применение для работы в трансформаторном масле, а также на воздухе при частоте тока 50 Гц. При эксплуатации необходимые условия нормальной влажности 45-75%, а рабочие температуры составляют от -65 ° C до + 105 ° C. Текстолит марки А чаще применяется как изоляционный материал, а также для изготовления печатных плат в электро- и радиотехнике. Текстолит марки Б дополнительно имеет улучшенные механические характеристики и находит применение в качестве конструкционного материала. Обе марки изготавливаются тоже на основе ткани.
- ПТН — особенностью этой марки текстолита является то, что он изготавливается на основе нетканого нитепрошивного полотна. С ПТН делают технические детали общего назначения, монтажные панели, прокладки.
- ПТГ — в основе этого текстолита термореактивные союзы и графит. С ПТГ производят уплотнительные шайбы для водяных насосов.
- СТЭФ — применяется в качестве электроизоляционного материала. Изготавливается на основе стекловолокна со связующими эпоксидным и фенолформальдегидными смолами. Основной материал для производства печатных плат.
- ВФТ-С — термостойкий трудногорючий малогигроскопичный текстолит, работает в условиях повышенных температур до 350°C и агрессивных сред. Содержит химдобавки, улучшающие свойства обычного текстолита.
- КАСТ — сотовый композитный материал, основная область применения — радиопрозрачные обтекатели антенн радиолокационных станций и радиотехнических устройств.

Текстолит изготавливается по ГОСТ 5-78 в виде плит (листов), стержней и втулок.